# یواس‌اس انگلر (اس‌اس-۲۴۰)
یواس‌اس انگلر (اس‌اس-۲۴۰) (به انگلیسی: USS Angler (SS-240)) یک زیردریایی بود که طول آن ۳۱۱ فوت ۹ اینچ (۹۵٫۰۲ متر) بود. این زیردریایی در سال ۱۹۴۳ ساخته شد.